# Ципрофлоксацин
Ципрофлоксаци́н (лат. Ciprofloxacinum, англ. Ciprofloxacin) — лекарственное средство, противомикробный препарат из группы фторхинолонов ІІ поколения.
Ципрофлоксацин — один из наиболее эффективных фторхинолонов, он нашёл широкое применение в клинической практике, что отразилось, в частности, в большом количестве наименований, под которыми он выпускается в разных странах

## Фармакологическое действие
Противомикробное средство широкого спектра действия, производное фторхинолонов, подавляет бактериальную ДНК-гиразу (топоизомеразы II и IV, ответственные за процесс суперспирализации хромосомной ДНК вокруг ядерной РНК, что необходимо для считывания генетической информации), нарушает синтез ДНК, рост и деление бактерий; вызывает выраженные морфологические изменения (в том числе клеточной стенки и мембран) и быструю гибель бактериальной клетки. Действует бактерицидно на грамотрицательные организмы в период покоя и деления (так как влияет не только на ДНК-гиразу, но и вызывает лизис клеточной стенки), на грамположительные микроорганизмы — только в период деления. Низкая токсичность для клеток макроорганизма объясняется отсутствием в них ДНК-гиразы. На фоне приема ципрофлоксацина не происходит параллельной выработки устойчивости к другим антибиотикам, не принадлежащим к группе ингибиторов гиразы, что делает его высокоэффективным по отношению к бактериям, которые устойчивы, например к аминогликозидам, пенициллинам, цефалоспоринам, тетрациклинам и многим другим антибиотикам. К ципрофлоксацину чувствительны грамотрицательные аэробные бактерии: 
- энтеробактерии (Escherichia coli, Salmonella spp., Shigella spp., Citrobacter spp., Klebsiella spp., Enterobacter spp., Proteus mirabilis, Proteus vulgaris, Serratia marcescens, Hafnia alvei, Edwardsiella tarda, Providencia spp., Morganella morganii, Vibrio spp., Yersinia spp.),
- другие грамотрицательные бактерии (Haemophilus spp., Pseudomonas aeruginosa, Moraxella catarrhalis, Aeromonas spp., Pasteurella multocida, Plesiomonas shigelloides, Campylobacter jejuni, Neisseria spp.),
- некоторые внутриклеточные возбудители:
  -  Legionella pneumophila,
  - Brucella spp.,
  - Chlamydia trachomatis,
  - Listeria monocytogenes,
  - Mycobacterium tuberculosis,
  - Mycobacterium kansasii,
  - Corynebacterium diphtheriae;
- грамположительные аэробные бактерии: 
  - Staphylococcus spp. (Staphylococcus aureus, Staphylococcus haemolyticus, Staphylococcus hominis, Staphylococcus saprophyticus),
  - Streptococcus spp. (Streptococcus pyogenes, Streptococcus agalactiae).
- Большинство стафилококков, устойчивых к метициллину, резистентны и к ципрофлоксацину. Чувствительность Streptococcus pneumoniae, Enterococcus faecalis, Mycobacterium avium (расположенных внутриклеточно) — умеренная (для их подавления требуются высокие концентрации).
- К препарату резистентны: 
  - Bacteroides fragilis,
  - Pseudomonas cepacia,
  - Pseudomonas maltophilia,
  - Ureaplasma urealyticum,
  - Clostridium difficile,
  - Nocardia asteroides.
- Не эффективен в отношении Treponema pallidum. Резистентность развивается крайне медленно, поскольку, с одной стороны, после действия ципрофлоксацина практически не остается персистирующих микроорганизмов, а с другой — у бактериальных клеток нет ферментов, инактивирующих его.

## Фармакокинетика
При пероральном приеме быстро и достаточно полно всасывается из желудочно-кишечного тракта (преимущественно в двенадцатиперстной и тощей кишке). Прием пищи замедляет всасывание, но не изменяет Cmax и биодоступность. 
Биодоступность
- 50—85 %
- объём распределения — 2—3,5 л/кг
- связь с белками плазмы — 20—40 %.
- TCmax при пероральном приеме — 60—90 мин, Cmax линейно зависит от величины принятой дозы и составляет при дозах 250, 500, 750 и 1000 мг соответственно 1,2, 2,4, 4,3 и 5,4 мкг/мл. Через 12 ч после приема внутрь 250, 500 и 750 мг концентрация препарата в плазме снижается до 0,1, 0,2 и 0,4 мкг/мл соответственно. После внутривенной инфузии 200 мг или 400 мг TCmax — 60 мин, Cmax — 2,1 и 4,6 мкг/мл соответственно. Объём распределения — 2—3 л/кг.
- Хорошо распределяется в тканях организма (исключая ткань, богатую жирами, например нервную ткань). Концентрация в тканях в 2—12 раз выше, чем в плазме.
- Терапевтические концентрации достигаются в слюне, миндалинах, печени, желчном пузыре, желчи, кишечнике, органах брюшной полости и малого таза, матке, семенной жидкости, ткани простаты, эндометрии, фаллопиевых трубах и яичниках, почках и мочевыводящих органах, легочной ткани, бронхиальном секрете, костной ткани, мышцах, синовиальной жидкости и суставных хрящах, перитонеальной жидкости, коже. В спинномозговую жидкость проникает в небольшом количестве, где его концентрация при отсутствии воспаления мозговых оболочек составляет 6—10 % от таковой в сыворотке крови, а при воспаленных — 14—37 %.
- Ципрофлоксацин хорошо проникает также в глазную жидкость, бронхиальный секрет, плевру, брюшину, лимфу, через плаценту. Концентрация ципрофлоксацина в нейтрофилах крови в 2—7 раз выше, чем в сыворотке крови. Активность несколько снижается при значениях pH менее 6. Метаболизируется в печени (15—30 %) с образованием малоактивных метаболитов (диэтилципрофлоксацин, сульфоципрофлоксацин, оксоципрофлоксацин, формилципрофлоксацин). Период полувыведения — около 4 ч при пероральном пути введении и 5—6 ч — при внутривенном, при хронической почечной недостаточности — до 12 ч. Выводится в основном почками путём канальцевой фильтрации и канальцевой секреции в неизмененном виде (при приеме внутрь — 40—50 %, при внутривенном введении — 50—70 %) и в виде метаболитов (при приеме внутрь — 15 %, при внутривенном введении — 10 %), остальная часть — через желудочно-кишечный тракт. Небольшое количество выводится с грудным молоком. После внутривенного введения концентрация в моче в течение первых 2 ч после введения почти в 100 раз больше, чем в сыворотке крови, что значительно превосходит МПК для большинства возбудителей инфекций мочевыводящих путей. Почечный клиренс — 3—5 мл/мин/кг; общий клиренс — 8—10 мл/мин/кг. При хронической почечной недостаточности (КК выше 20 мл/мин) процент выводимого через почки препарата снижается, но кумуляции в организме не происходит вследствие компенсаторного увеличения метаболизма препарата и выведения с каловыми массами.

## Показания
Бактериальные инфекции, вызванные чувствительными микроорганизмами: 
- заболевания дыхательных путей:
  - бронхит острый и хронический, в стадии обострения
  - пневмония
  - бронхоэктатическая болезнь
  - муковисцидоз
- инфекции ЛОР-органов:
  -  средний отит, гайморит, фронтит, синусит, мастоидит, тонзиллит, фарингит;
- инфекции почек и мочевыводящих путей:
  -  цистит, пиелонефрит;
- инфекции органов малого таза и половых органов :
  - простатит, аднексит, сальпингит, оофорит, эндометрит, тубулярный абсцесс, пельвиоперитонит, гонорея, мягкий шанкр, хламидиоз;
- инфекции брюшной полости:
  -  бактериальные инфекции желудочно-кишечного тракта, желчных путей, перитонит, внутрибрюшинные абсцессы, сальмонеллез, брюшной тиф, кампилобактериоз, иерсиниоз, шигеллез, холера;
  - инфекции кожи и мягких тканей — инфицированные язвы, раны, ожоги, абсцессы, флегмона; костей и суставов — остеомиелит, септический артрит; сепсис; инфекции на фоне иммунодефицита (возникающего при лечении иммунодепрессивными лекарственными средствами или у больных с нейтропенией);
  - профилактика инфекций при хирургических вмешательствах; профилактика и лечение легочной формы сибирской язвы.
  - Терапия осложнений, вызванных Pseudomonas aeruginosa у детей с муковисцидозом легких от 5 до 17 лет; профилактика и лечение легочной формы сибирской язвы (инфицирование Bacillus anthracis).

## Режим дозирования
Режим дозирования индивидуальный. 
Внутрь — по 250—750 мг 1-2 раза / сут. Продолжительность лечения — от 7-10 дней до 4 недель.
Для в/в введения разовая доза — 200—400 мг, кратность введения — 2 раза / сут. ; продолжительность лечения — 1-2 недели, при необходимости и более. Можно вводить в/в струйно, но более предпочтительно капельное введение в течение 30 мин.
При местном применении закапывают по 1-2 капли в нижний конъюнктивальный мешок пораженного глаза каждые 1-4 ч. После улучшения состояния интервалы между инстилляциями можно увеличить.
Максимальная суточная доза для взрослых при приеме внутрь составляет 1,5 г.

## Противопоказания
- Гиперчувствительность;
- Одновременный прием с тизанидином (риск выраженного снижения артериального давления, сонливости);
- Детский возраст (до 18 лет — до завершения процесса формирования скелета, кроме терапии осложнений, вызванных Pseudomonas aeruginosa у детей с муковисцидозом легких от 5 до 17 лет; профилактики и лечения легочной формы сибирской язвы);
- Беременность, период лактации.

### C осторожностью
- Выраженный атеросклероз сосудов головного мозга;
- Нарушение мозгового кровообращения,
- Психические заболевания;
- Эпилепсия, эпилептический синдром;
- Выраженная почечная и/или печеночная недостаточность;
- Пожилой возраст.

## Побочные эффекты
- Со стороны пищеварительной системы

- Тошнота

- диарея

- рвота

- боль в животе
- метеоризм
- снижение аппетита
- холестатическая желтуха, особенно у пациентов с перенесенными заболеваниями печени
- гепатит
- гепатонекроз.

Со стороны нервной системы
- Головокружение,
- головная боль,
- повышенная утомляемость,
- тревожность,
- тремор,
- бессонница,
- «кошмарные» сновидения,
- периферическая паралгезия (аномалия восприятия чувства боли),
- повышенное потоотделение,
- повышение внутричерепного давления,
- спутанность сознания,
- депрессия,
- галлюцинации, а также другие проявления психотических реакций (изредка прогрессирующих до состояний, в которых пациент может причинить себе вред),
- мигрень,
- обморочные состояния,
- тромбоз церебральных артерий.

Со стороны органов чувств
- Нарушения вкуса и обоняния,
- нарушение зрения (диплопия, изменение цветовосприятия),
- шум в ушах, снижение слуха.

Со стороны сердечно-сосудистой системы
- Тахикардия,
- нарушения сердечного ритма,
- снижение артериального давления.

Со стороны кроветворной системы
- Лейкопения,
- гранулоцитопения,
- анемия,
- тромбоцитопения,
- лейкоцитоз
- тромбоцитоз
- гемолитическая анемия.

Со стороны лабораторных показателей
Гипопротромбинемия, повышение активности «печеночных» трансаминаз и ЩФ, гиперкреатининемия, гипербилирубинемия, гипергликемия.
Со стороны мочевыделительной системы
Гематурия, кристаллурия (прежде всего при щелочной моче и низком диурезе), гломерулонефрит, дизурия, полиурия, задержка мочи, альбуминурия, уретральные кровотечения, снижение азотвыделительной функции почек, интерстициальный нефрит.
Аллергические реакции
Кожный зуд, крапивница, образование волдырей, сопровождающихся кровотечениями, и появление маленьких узелков, образующих струпья, лекарственная лихорадка, точечные кровоизлияния на коже (петехии), отек лица или гортани, одышка, эозинофилия, повышенная светочувствительность, васкулит, узловая эритема, мультиформная экссудативная эритема (в том числе синдром Стивенса-Джонсона), токсический эпидермальный некролиз (синдром Лайелла).
Прочие
Артралгия, артрит, тендовагинит, разрывы сухожилий, астения, миалгия, суперинфекции (кандидоз, псевдомембранозный колит), «приливы» крови к лицу.

### Передозировка
Лечение
Специфический антидот неизвестен. Необходимо тщательно контролировать состояние больного, провести промывание желудка и др. меры неотложной помощи, обеспечить достаточное поступление жидкости. С помощью гемо- или перитонеального диализа может быть выведено лишь незначительное (менее 10 %) количество препарата.

## Особые указания
- При одновременном внутривенном введении ципрофлоксацина и лекарственных средств для общей анестезии из группы производных барбитуровой кислоты необходим постоянный контроль частоты сердечных сокращений, артериального давления, электрокардиограммы. Во избежание развития кристаллурии недопустимо превышение рекомендованной суточной дозы, необходимо также достаточное потребление жидкости и поддержание кислой реакции мочи.
- Во время лечения следует воздерживаться от занятий потенциально опасными видами деятельности, требующими повышенного внимания и быстроты психических и двигательных реакций. Больным с эпилепсией, приступами судорог в анамнезе, сосудистыми заболеваниями и органическими поражениями мозга, в связи с угрозой развития побочных реакций со стороны центральной нервной системы ципрофлоксацин следует назначать только по «жизненным» показаниям.
- При возникновении во время или после лечения тяжелой и длительной диареи следует исключить диагноз псевдомембранозного колита, который требует немедленной отмены препарата и назначения соответствующего лечения.
- При появлении болей в сухожилиях или первых признаков тендовагинита лечение следует прекратить (описаны отдельные случаи воспаления и даже разрыва сухожилий во время лечения фторхинолонами).

- В период лечения следует избегать контакта с прямыми солнечными лучами.

## Взаимодействие
Вследствие снижения активности процессов микросомального окисления в гепатоцитах повышает концентрацию и удлиняет T1/2 теофиллина (и др. ксантинов, например кофеина), пероральных гипогликемических лекарственных средств, непрямых антикоагулянтов, способствует снижению протромбинового индекса. При сочетании с др. противомикробными лекарственными средствами (бета-лактамные антибиотики, аминогликозиды, клиндамицин, метронидазол) обычно наблюдается синергизм; может успешно применяться в комбинации с азлоциллином и цефтазидимом при инфекциях, вызванных Pseudomonas spp.; с мезлоциллином, азлоциллином и др. бета-лактамными антибиотиками — при стрептококковых инфекциях; с изоксазолпенициллинами и ванкомицином — при стафилококковых инфекциях; с метронидазолом и клиндамицином — при анаэробных инфекциях. Усиливает нефротоксическое действие циклоспорина, отмечается увеличение сывороточного креатинина, у таких пациентов необходим контроль этого показателя 2 раза в неделю. При одновременном приеме усиливает действие непрямых антикоагулянтов. Пероральный прием совместно с Fe-содержащими лекарственными средствами, сукральфатом и антацидными лекарственными средствами, содержащими Mg2+, Ca2+ и Al3+, приводит к снижению всасывания ципрофлоксацина, поэтому его следует назначать за 1-2 ч до или через 4 ч после приема вышеуказанных лекарственных средств. НПВП (исключая АСК) повышают риск развития судорог. Диданозин снижает всасывание ципрофлоксацина вследствие образования с ним комплексов с содержащимися в диданозине Al3+ и Mg2+. Метоклопрамид ускоряет абсорбцию, что приводит к уменьшению времени достижения его Cmax. Совместное назначение урикозурических лекарственных средств приводит к замедлению выведения (до 50 %) и повышению плазменной концентрации ципрофлоксацина. Повышает Cmax в 7 раз (от 4 до 21 раза) и AUC в 10 раз (от 6 до 24 раз) тизанидина, что повышает риск выраженного снижения артериального давления и сонливости. Инфузионный раствор фармацевтически несовместим со всеми инфузионными растворами и лекарственными средствами, которые физико-химически неустойчивы при кислой среде (pH инфузионного раствора ципрофлоксацина — 3.9-4.5). Нельзя смешивать раствор для внутривенного введения с растворами, имеющими pH более 7.

## История
В 1983 году компания Bayer опубликовала результаты применения ципрофлоксацина in vitro. Таблетки для орального применения были одобрены в 1987 году. Патент Bayer истёк в 2004 году, после чего продажи ципрофлоксацина начали приносить в среднем около 200 миллионов евро в год.